# Latter Days
Latter Days là một bộ phim hài-chính kịch lãng mạn năm 2003 của Mỹ về mối quan hệ đồng tính giữa một người truyền giáo Mặc Môn, vốn đang giấu kín thiên hướng tình dục của mình, và người hàng xóm đã công khai đồng tính của anh. Bộ phim được biên kịch và đạo diễn bởi C. Jay Cox, với sự góp mặt của Steve Sandvoss vào vai người truyền giáo tên Aaron, và Wes Ramsey vào vai người hàng xóm, Christian. Joseph Gordon-Levitt xuất hiện trong vai Elder Ryder, và Rebekah Johnson vào vai Julie Taylor. Mary Kay Place, Erik Palladino, Amber Benson, và Jacqueline Bisset đảm nhiệm các vai diễn phụ khác.
Latter Days ra mắt tại Liên hoan phim đồng tính Philadelphia vào ngày 10 tháng 7 năm 2003 và được công chiếu tại nhiều bang của Mỹ trong suốt 12 tháng kế tiếp. Bộ phim sau đó được phát hành tại một số quốc gia khác và được công chiếu tại các liên hoan phim đồng tính. Đây là bộ phim đầu tiên đụng chạm tới Giáo hội các Thánh hữu Ngày sau của Chúa Giê Su Ky Tô và đề tài đồng tính luyến ái, chính vì vậy nên triển lãm của bộ phim tại nhiều tiểu bang Hoa Kỳ đã bị kiểm duyệt. Nhiều nhóm tôn giáo đã yêu cầu rút bộ phim ra khỏi các rạp chiếu và các cửa hàng băng hình với nhiều lời đe dọa tẩy chay bộ phim này.
Bộ phim nhận được nhiều ý kiến khác nhau từ các nhà phê bình, nhưng lại nhận được rất nhiều ủng hộ từ những người tham gia liên hoan phim. Xét về doanh thu phòng vé ở Bắc Mỹ, Latter Days chỉ đạt được 834,685 USD, ít hơn tổng kinh phí sản xuất ban đầu vốn đã lên tới 850,000 USD. Năm 2004, nhà văn tự do T. Fabris chuyển thể Latter Days thành một cuốn tiểu thuyết, và xuất bản nó bởi nhà xuất bản Alyson Publications.

## Nội dung
Elder Aaron Davis, một Mặc Môn trẻ từ Pocatello, Idaho, được gửi tới Los Angeles cùng với ba người truyền giáo khác để truyền đạt đức tin của Mặc Môn đạo. Họ chuyển tới một căn hộ kế bên căn hộ của chàng trai đồng tính công khai Christian Markelli và cô bạn cùng phòng Julie, một nữ ca sĩ tiềm năng. Christian và Julie làm công việc bồi bàn tại Lila's, một nhà hàng thời thượng của nữ diễn viên đã về hưu Lila Montagne.
Christian đánh cược với những bồi bàn khác rằng anh sẽ quyến rũ được một trong những Mặc Môn, và nhanh chóng nhận ra rằng Aaron, người truyền giáo thiếu kinh nghiệm nhất, là một người đồng tính kín. Aaron và Christian trở nên quen biết sau nhiều lần bắt gặp nhau ở khu căn hộ. Khi Christian vô tình bị thương, Aaron đã đưa anh vào phòng và lau vết thương cho anh. Christian cố gắng quyến rũ Aaron, nhưng người Mặc Môn trở nên tức giận khi Christian nhấn mạnh rằng tình dục "không cần phải có một ý nghĩa gì cả." Aaron lên án sự nông cạn của anh và bỏ ra ngoài. Lo sợ rằng Aaron đã đúng, Christian tham gia Dự án Angel Food, một dự án vận chuyển đồ ăn đến cho những người bị AIDS.
Người bạn truyền giáo của Aaron, Paul Ryder, gặp một tai nạn xe đạp. Khi trở về căn hộ của mình, Aaron bắt gặp Christian, người đang cố gắng xoa dịu anh với một cái ôm. Cả hai người ngập tràn bởi những cảm xúc riêng, và họ hôn nhau, mà không hề biết rằng những người bạn cùng phòng của Aaron đã trở về căn hộ. Aaron bị gửi trở lại về nhà trong sự nhục nhã, khiến cho Christian phải đối mặt với Ryder, người đang rất tức giận vì Christian đã làm hư Aaron mà không vì bất cứ lý do nào. Christian thừa nhận rằng ban đầu anh chỉ muốn thắng ván cược của mình, nhưng lại nói "không phải là về chuyện ấy" nữa. Nhận ra nỗi khổ tâm của Christian, Ryder tiết lộ cho anh biết rằng chuyến bay của Aaron sẽ đỗ lại trong năm tiếng tại Thành phố Salt Lake.
Christian tìm thấy Aaron đứng dưới tuyết bên ngoài cửa phòng chờ Sân bay quốc tế Thành phố Salt Lake. Christian thú nhận tình yêu của mình, và mặc kệ nỗi lo âu, Aaron chấp nhận cảm xúc tình yêu của chính bản thân anh. Vì tất cả các chuyến bay đều bị hoãn vì bão tuyết, Christian và Aaron dành một đêm riêng tư với nhau trong một nhà nghỉ. Khi Christian tỉnh dậy, anh nhận ra Aaron đã ra đi. Đồng hồ bỏ túi của Aaron, một vật gia truyền của gia đình, đã bị Aaron bỏ quên. Christian trở về Los Angeles. Tại Idaho, Aaron đã bị vạ tuyệt thông bởi những elder của nhà thờ, đứng đầu bởi chính cha đẻ của anh, Farron. Aaron đã bị cha từ bỏ và bị mẹ quát nạt, bà nói rằng anh cần phải cầu nguyện để nhận được sự tha thứ. Khi Aaron nói rằng anh có thể là người đồng tính, bà đã tát anh. Ngập tràn trong sự tuyệt vọng, Aaron đã cố gắng tự sát. Sau đó anh đã được cha mẹ gửi tới một bộ phận điều trị để chữa trị đồng tính.
Christian tuyệt vọng tìm kiếm Aaron và tìm ra được địa chỉ và số điện thoại nhà của anh. Mẹ của Aaron báo cho anh rằng "Nhờ cậu, con trai tôi đã rạch một con dao cạo vào cổ tay của nó; nhờ cậu mà tôi đã mất con tôi." Tin rằng Aaron đã ra đi, Christian dành những ngày kế tiếp đó để liên tục nghĩ về Aaron. Julie tìm thấy một ghi chú nói về cảm xúc của Christian ở trong điện thoại của Christian và sử dụng nó làm nền tảng cho bài hát mới của mình. Christian đi tới nhà Davis tại Idaho, nơi anh đẫm nước mắt trả lại đồng hồ của Aaron cho mẹ của anh. Trong một cuộc nói chuyện với Julie, cô do dự cho anh xem video âm nhạc mới của mình, và nó đã làm Christian tức giận khi anh nhận ra phần lời nhạc được lấy từ chính những ghi chú riêng tư của anh mà chưa được anh đồng ý. Julie nói với Christian rằng cô mong một điều gì đó tốt đẹp sẽ đến với anh.
Trong bộ phận điều trị, Aaron nghe thấy một giọng hát nữ cất lên và anh tìm kiếm nơi phát ra giọng hát ấy. Rồi anh tìm thấy một video âm nhạc đang được phát trên truyền hình, bài hát được dáng tác bởi Julie. Video đã thúc đẩy Aaron trở lại Los Angeles để tìm kiếm Christian. Khi trở lại căn hộ của Christian, trái tim Aaron đã tan vỡ khi anh nhìn thấy một người đàn ông lạ mặt ra gặp anh trước cửa. Nghĩ rằng Christian đã trở lại làm một chàng trai tiệc tùng, và vì không còn nơi nào để đi, Aaron đã tới nhà hàng Lila's, anh trước đây trong khi đi truyền giáo đã kết bạn với bà chủ của nhà hàng và an ủi bà vì người bạn đời của bà vừa mới ra đi. Christian, người đang làm việc tại đây, đi ra để phục vụ đồ ăn và đã rất bất ngờ khi nhìn thấy Aaron. Christian vui mừng khôn xiết khi thấy Aaron vẫn còn sống, họ giảng hòa với nhau và sau đó cùng nhau kỷ niệm ngày Lễ Tạ ơn cùng với đồng nghiệp của Christian. Lila nói với mọi người rằng, dù thế nào đi chăng nữa, họ sẽ luôn có "một chỗ bên bàn ăn của tôi, và một chỗ trong trái tim tôi".

## Diễn viên

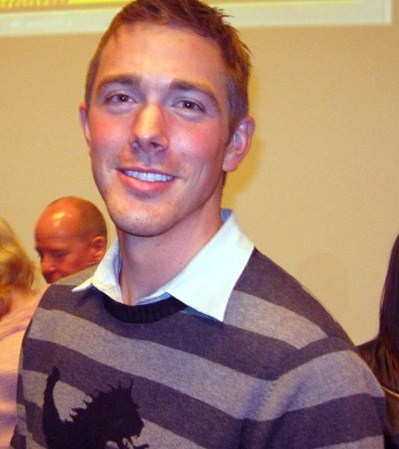
Steve Sandvoss (Elder Aaron Davis trong bộ phim)

- Steve Sandvoss trong vai Elder Aaron Davis, một Thánh hữu Ngày sau trẻ đến từ Pocatello, Idaho, người đã thầm yâu Christian và phải lựa chọn giữa việc đối mặt với giới tính hoặc là giáo phái của mình. Các nhà sản xuất đã tuyển chọn rất nhiều người trước khi gặp Sandvoss, họ nói rằng anh như "khiến chúng tôi bay lên mây."[3]
- Wes Ramsey trong vai Christian William Markelli, một chàng trai tiệc tùng của L.A., Christian nhận thức được về sự hạnh phúc và ý nghĩa cuộc sống khi anh phải lòng Aaron, một con người đơn giản và tốt bụng. Ramsey nói trong đoạn phim đặc biệt của DVD, "Tính cách của Christian vô cùng hấp dẫn tôi. Tôi chỉ là rất vui mừng và cảm thấy rất may mắn khi có cơ hội được kể câu chuyện qua con mắt của anh ấy."[3]
- Rebekah Johnson trong vai Julie Taylor, bạn cùng phòng của Christian, người đang cố gắng gia nhập ngành âm nhạc và luôn cố gắng ngăn cản Christian khỏi những thứ đang gục ngã cậu.

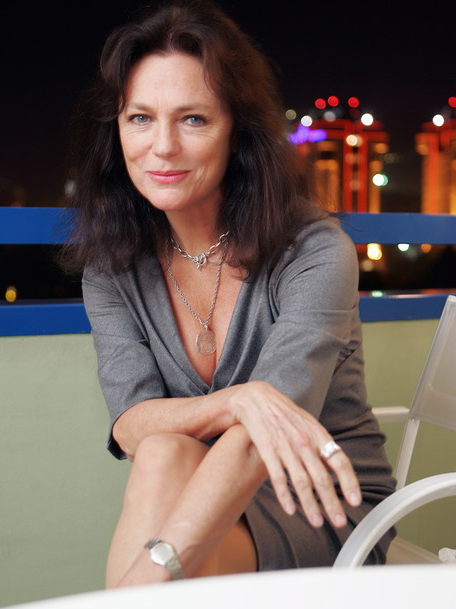
Jacqueline Bisset (Lila Montagne trong bộ phim)

- Jacqueline Bisset trong vai Lila Montagne, bà chủ của Lila's, một nhà hàng nơi Christian, Traci, Julie, và Andrew làm việc. Người yêu của bà đang ốm rất nặng tại bệnh viện, nhưng bà vẫn luôn dành thời gian để động viên Christian và Aaron bằng những lời khuyên dí dỏm và châm biếm của mình. Chính Bisset đã nói, "Tôi thích hài hước, nên tôi chỉ, tôi khá là thích việc nói chuyện phiếm."[3]
- Amber Benson trong vai Traci Levine; Traci đã chuyển từ New York tới LA định cư để trở thành một nữ diễn viên và làm việc tại Lila's để động viên chính cô. Traci không thích sống tại LA, nhưng sau đó cô cũng đã thừa nhận rằng cô không hề thích New York.
- Joseph Gordon-Levitt trong vai Elder Paul Ryder, một người truyền giáo dễ nổi cáu và thích phán xét, và đồng thời cũng là bằng hữu của Aaron, Ryder không hăng hái với việc sống ở LA và còn ít hơn với việc sống cạnh nhà với một người đồng tính. Gordon-Levitt ban đầu được tuyển vào vai Aaron, nhưng thái độ xấc xược cùng với sự hài hước đã khiến nhà sản xuất quyết định anh là một Ryder hoàn hảo.[3]

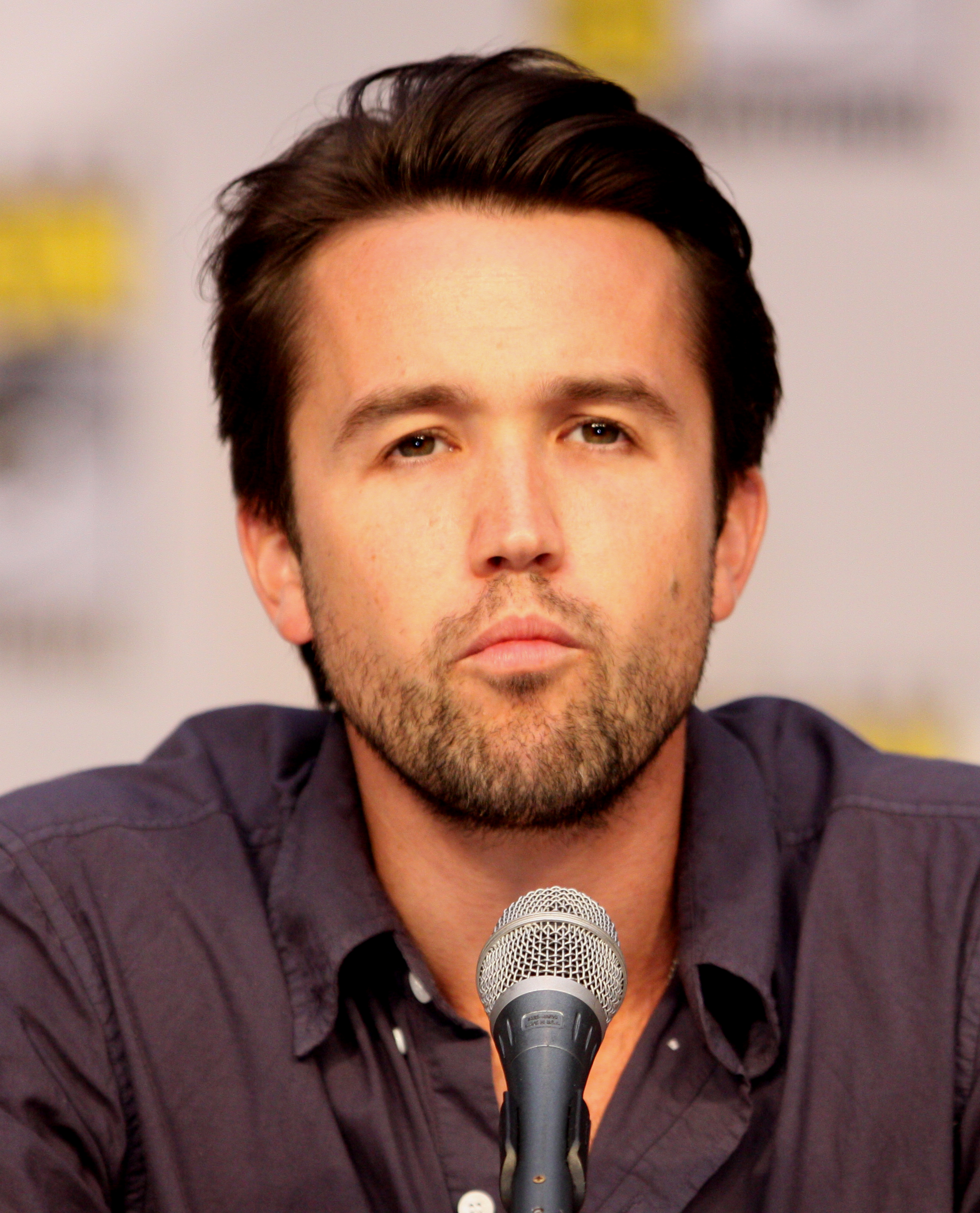
Rob McElhenney vào vai Elder Harmon

- Rob McElhenney trong vai Elder Harmon, người lớn tuổi nhất trong số những người truyền giáo L.D.S. và cũng là đội trưởng của họ.
- Khary Payton trong vai Andrew, một diễn viên tiềm năng, nhưng dành phần lớn thời gian để tán chuyện tại Lila's. Andrew đã bị HIV trong một thời gian, nhưng sức khỏe anh vẫn còn khá tốt.
- Dave Power trong vai Elder Gilford, một người bạn truyền giáo của Harmon.
- Erik Palladino trong vai Keith Griffin, một người đàn ông đồng tính đang chết dần vì AIDS, chìm đắm và tuyệt vọng trong sự cay đắng của chính bản thân và chỉ cho đến khi làm bạn với Christian. Cox nói rằng diễn xuất của Palladino không giống như những gì anh mường tượng ban đầu, nhưng anh không thể nghĩ tới bất cứ một ai khác có thể vào vai Keith.[3]
- Mary Kay Place trong vai Sister Gladys Davis, người mẹ theo tôn giáo của Aaron, người mà dù đã thể hiện tình yêu vô điều kiện của mình đối với Aaron trước khi anh rời đi Los Angeles, đã không thể chấp nhận sự thật rằng con trai bà là một người đồng tính.
- Jim Ortlieb trong vai Elder Farron Davis, cha của Aaron, người đứng đầu Thánh hữu Ngày sau tại Pocatello, và cũng là người đã vạ tuyệt thông Aaron khỏi giáo hội sau khi biết anh là người đồng tính. Farron được mô tả là một con người xa cách và hay lẩn tránh.
- Linda Pine trong vai Susan Davis, người nhà Davis duy nhất đã chấp nhận giới tính của người anh trai. Trong một cảnh bị xóa, cô nói với Aaron rằng việc anh là người đồng tính không làm thay đổi điều gì giữa họ cả. Cô cũng là người đã phát hiện ra ý định tự sát của Aaron, và trong cơn hoảng sợ, đã cứu Aaron kịp lúc.

## Chủ đề
Cox phát biểu rằng bộ phim chủ yếu xoay quanh câu chuyện tình yêu giữa hai nhân vật. Ngoài ra cũng có một sự thăm dò về tôn giáo trước vấn đề đồng tính, sự tiến thoái lưỡng nan của những tín ngưỡng đồng tính, giằng xé giữa việc họ là ai và họ tin vào cái gì. Một bộ phim không giả tưởng với chủ đề tương tự Latter Days là Trembling Before G-d.
Cox cũng nói rằng có một sự châm biếm rất mạnh, cả ở trong phim lẫn ngoài đời thực, đó là việc một tôn giáo rất tập trung vào gia đình, và điều quan trọng ở đây là họ phải tránh xa gia đình khỏi việc giáo dục đồng tính luyến ái. Về lý thuyết, Cox tin rằng một người không thể vừa là Mặc Môn vừa là đồng tính. Chính vì vậy, chủ đề chính của Latter Days là về sự hiện diện của những tâm hồn ẩn trên thế giới này vốn đã vượt qua rào cản của lễ nghi và các giáo điều tôn giáo.

## Phát hành
Latter Days ra mắt lần đầu tiên tại Liên hoan phim đồng tính Philadelphia vào ngày 10 tháng 7 năm 2003. Khán giả thích thú với bộ phim đến nỗi tất cả mọi người đều đứng lên vỗ tay tung hô bộ phim này khi nó kết thúc. Khi dàn diễn viên bước lên sân khấu, họ lại được nhận thêm một tràng vỗ tay đứng nữa. Bộ phim cũng nhận được những tiếp nhận tương tự tại cả OutFest một tuần sau đó, và Liên hoan phim quốc tế Palm Springs. Bộ phim cũng được công chiếu tại Seattle và Liên hoan phim Washington trước khi được phát hành khắp nước Mỹ trong suốt 12 tháng kế tiếp. Sau đó Latter Days được phát hành tại nhiều quốc gia khác và trình chiếu tại một số liên hoan phim đồng tính, lần lượt tại Barcelona và Madrid và Thành phố México. Kể từ lần đầu tiên công chiếu bộ phim đã nhận được tổng cộng chín đề cử cho bộ phim hay nhất, theo như Cox đề cập vào năm 2005 trong một đoạn phim đính kèm trong phiên bản DVD ở Liên hiệp Anh.
Latter Days bị cấm chiếu tại Madstone Theaters, một cụm rạp chiếu phim với tổng cộng chín rạp phim trên khắp nước Mỹ, họ cho rằng bộ phim "không đáp ứng được chất lượng nghệ thuật [của chúng tôi]." Công ty này bị gây sức ép bởi sự phản kháng và những lời đe dọa tẩy chay từ những băng nhóm cực đoan để rút bộ phim khỏi kế hoạch phát hành. Xét về doanh thu phòng vé ở Bắc Mỹ, Latter Days thu về $834,685 với tổng cộng 19 rạp chiếu. Tới tháng 1 năm 2011, là bộ phim có doanh thu cao nhất từ nhà phân phối TLA Releasing.

## Nhạc phim
Eric Allaman biên soạn phần nhạc nền cho bộ phim sau khi việc quay phim được hoàn thành, và anh chủ yếu thực hiện một mình. Một số cảnh quay tua nhanh thời gian, như cảnh Christian tuyệt vọng tìm kiếm Aaron tại Sân bay quốc tế Thành phố Salt Lake, được thực hiện với nhịp nhạc điện tử, và những cảnh quay cảm xúc được gài vào những đoạn nhạc "mang âm hưởng 'tronica." Tổng cộng có ba bài hát được C. Jay Cox sáng tác riêng cho Rebekah Johnson thể hiện: "More", "Another Beautiful Day", và "Tuesday 3:00 a.m.". Allaman rất ấn tượng với khả năng âm nhạc của Cox, vậy nên cả hai người cùng nhau biên soạn thêm nhiều bài nhạc nền khác cho bộ phim.
Album nhạc phim chính thức của Latter Days được phát hành vào ngày 26 tháng 10 năm 2004. Vì nhiều lý do liên quan đến hợp đồng, Johnson không xuất hiện trong album này, và những bài hát của nhân vật Julie Taylor được biểu diễn thay thế bởi Nita Whitaker.

## Tiểu thuyết chuyển thể và các sản phẩm khác
Năm 2004, kịch bản của Latter Days được nhà văn tự do T. Fabris chuyển thể thành một cuốn tiểu thuyết, và được xuất bản bởi nhà xuất bản Alyson Publications. Cuốn sách khá theo sát bộ phim, nhưng có thêm vào một số cảnh để giải thích thêm một số khía cạnh khó hiểu của bộ phim và đồng thời bổ sung thêm nhiều thông tin về tiểu sử của các nhân vật. Ví dụ, lý do Ryder nói với Christian về nơi có thể tìm Aaron là vì trái tim anh đã từng đổ vỡ vì một cô gái mà anh phải lòng trong thời gian thực tập truyền giáo. Cuốn tiểu thuyết cũng có thêm một đoạn hội thoại vốn đã bị cắt khỏi bộ phim.
Tại Pháp, Latter Days được lấy tựa là La Tentation d'Aaron ("Sự quyến rũ của Aaron"), và bìa phiên bản DVD lấy hình nam nhân vật chính Aaron đang khỏa thân. Một trailer cũng được phát hành, và trailer này gợi dục hơn rất nhiều so với bản gốc. Tại Ý, Latter Days được phân phối bởi Fourlab. Tại đây bộ phim cũng được đặt tựa "Inguaribili Romantici", công chiếu trên kênh truyền hình trả phí Sky Show vào tháng 12 năm 2006 và sau đó được phát hành DVD bởi hãng đĩa "OutLoud!" của Fourlab. Bộ phim ngoài ra cũng có một phiên bản lồng tiếng Ý.